# Liste der Verteidigungsminister Sloweniens
Die Liste der Verteidigungsminister Sloweniens umfasst die Verteidigungsminister Sloweniens seit 1990.
Das Verteidigungsministerium der Republik Slowenien (slowenisch Ministrstvo za obrambo Republike Slovenije, abgekürzt: MORS) ist das Ministerium, das für die Verteidigung Sloweniens gegen äußere Feinde und Naturkatastrophen zuständig ist. Ihm unterstehen die slowenischen Streitkräfte, bestehend aus Heer, Luftstreitkräften und Marine. An der Spitze des Ministeriums steht der Verteidigungsminister, der vom Premierminister ernannt und von der Nationalversammlung bestätigt wird.
Der Sitz des Ministeriums befindet sich in der Vojkova cesta 55 in Ljubljana (Kardeljeva ploščad).
| Verteidigungsminister Sloweniens | Verteidigungsminister Sloweniens | Verteidigungsminister Sloweniens | Verteidigungsminister Sloweniens | Verteidigungsminister Sloweniens | Verteidigungsminister Sloweniens | Verteidigungsminister Sloweniens                          |
| #                                | Bild                             | Name                             | Partei                           | Beginn der Amtszeit              | Ende der Amtszeit                | Regierung                                                 |
| -------------------------------- | -------------------------------- | -------------------------------- | -------------------------------- | -------------------------------- | -------------------------------- | --------------------------------------------------------- |
| 01                               |                                  | Janez Janša (* 1958)             | SDZ / SDS                        | 16. Mai 1990                     | 29. März 1994                    | Kabinett Peterle Kabinett Drnovšek I Kabinett Drnovšek II |
| 02                               |                                  | Jelko Kacin (* 1955)             | LDS                              | 29. März 1994                    | 27. Februar 1997                 | Kabinett Drnovšek II                                      |
| 03                               |                                  | Tit Turnšek (* 1938)             | SLS                              | 27. Februar 1997                 | 13. März 1998                    | Kabinett Drnovšek III                                     |
| 04                               |                                  | Alojzij Krapež (1958–2023)       | SLS                              | 13. März 1998                    | 24. November 1998                | Kabinett Drnovšek III                                     |
| 05                               |                                  | Franci Demšar (* 1960)           | SLS                              | 4. Februar 1999                  | 7. Juni 2000                     | Kabinett Drnovšek III                                     |
| 06                               |                                  | Janez Janša (* 1958)             | SDS                              | 7. Juni 2000                     | 30. November 2000                | Kabinett Bajuk                                            |
| 07                               |                                  | Anton Grizold (* 1956)           | LDS                              | 30. November 2000                | 3. Dezember 2004                 | Kabinett Drnovšek IV Kabinett Rop                         |
| 08                               |                                  | Karl Erjavec (* 1960)            | DeSUS                            | 3. Dezember 2004                 | 21. November 2008                | Kabinett Janša I                                          |
| 09                               |                                  | Ljubica Jelušič (* 1960)         | SD                               | 21. November 2008                | 10. Februar 2012                 | Kabinett Pahor                                            |
| 10                               |                                  | Aleš Hojs (* 1961)               | NSi                              | 10. Februar 2012                 | 20. März 2013                    | Kabinett Janša II                                         |
| 11                               |                                  | Roman Jakič (* 1967)             | PS                               | 20. März 2013                    | Juli 2014                        | Kabinett Bratušek                                         |
| 12                               |                                  | Janko Veber (* 1960)             | SD                               | 19. September 2014               | Mai 2015                         | Kabinett Cerar                                            |
| 13                               |                                  | Andreja Katič (* 1969)           | SD                               | 13. Mai 2015                     | 13. September 2018               | Kabinett Cerar                                            |
| 14                               |                                  | Karl Erjavec (* 1960)            | DeSUS                            | 13. September 2018               | 13. März 2020                    | Kabinett Šarec                                            |
| 15                               |                                  | Matej Tonin (* 1983)             | NSi                              | 13. März 2020                    | 1. Juni 2022                     | Kabinett Janša III                                        |
| 16                               |                                  | Marjan Šarec (* 1977)            | LMŠ                              | 1. Juni 2022                     | amtierend                        | Kabinett Golob                                            |